# Лихтенштейн, Карл фон
Карл фон Лихтенштейн (нем. Karl von und zu Liechtenstein; 1569—1627) — родоначальник княжеской фамилии Лихтенштейнов, верный подданный Габсбургов в годы Тридцатилетней войны, получивший от императора княжеский титул. Первый среди Лихтенштейнов кавалер ордена Золотого руна.

## Биография
Карл был старшим сыном Хартманна II фон Лихтенштейна и Анны Марии цу Ортенбург. Хотя воспитывался он в протестантской вере, в 1599 году Карл перешёл в католицизм и поступил на службу к императору Священной Римской империи Рудольфу II, который вскоре назначил его на должность главного интенданта. Этот пост Карл занимал до 1607 года.
В споре за земли между императором и наследником престола эрцгерцогом Матиасом, Карл принял сторону второго, за что тот, в благодарность, даровал Карлу в 1608 году наследственный титул князя. В 1614 году князь Карл I присоединил к своим землям силезское герцогство Троппау.
В начавшейся Тридцатилетней войне, Карл выступил на стороне Католической лиги. Он принимал участие в подавлении восстания чешских сословий, в арестах и казнях уцелевших участников битвы на Белой Горе. В благодарность за это в 1622 году император Фердинанд II назначил Карла на должность губернатора и вице-регента Богемии и сделал кавалером Ордена Золотого Руна. В том же году Карл присоединил к своим владениям герцогство Егерндорф и ряд владений, конфискованных у мятежников.
После смерти Карла 12 февраля 1627 года княжеский титул, в соответствии с семейным соглашением 1606 года, унаследовал его старший сын Карл Эйсебиус.

## Семья
Помимо Карла, у Хартманна II, принадлежавшего к Никольсбургской (нем. Nikolsburger) ветви Лихтенштейнов, и его жены Анны Марии цу Ортенбург, было ещё по крайней мере двое сыновей: Максимилиан (нем. Maximilian), и Гундакер (нем. Gundaker). Принявшие католицизм и поступившие на службу императора, братья принимают в 1606 году новый Семейный Договор, согласно которому, старший сын самой старой ветки династии, получал право называться наследником и мог представлять династию как Регент Дома Лихтенштейн. Условия этого договора, включая и другие уточнения, были объединены в новом Законе о Княжеской династии в 1993 году, который сформировал основные права наследования трона в Княжестве Лихтенштейн.
В 1592 году Карл женился на Анне Марии фон Черна-Гора унд Аусзее (нем. de:Anna Maria Schembera von Czernahor von Boskowitz, 1569—1625), от которой родились по крайней мере четверо детей:
- Анна Мария (7 декабря 1597 — 26 апреля 1640);
- Франциска Барбара (1604—1655);
- Генрих (умер во младенчестве);
- Карл Эйсебиус (12 сентября 1611 — 5 апреля 1684).